# 碲化铜
碲化铜是一种无机化合物，化学式为CuTe。碲化铜在自然界中以Vulcanite矿的形式存在。

## 制备
硫酸铜的热溶液和碲反应，或者硫酸铜溶液与碲化物（如Na2Te等）反应，都可以得到CuTe。

## 其它碲铜化合物
碲和铜还能形成Cu7Te4、Cu4Te3等化合物，它们由碲和氯化铜在无水乙二胺中按化学计量比反应制备。